# Championnat de Bulgarie de football 1962-1963
Navigation
Saison précédente Saison suivante
La saison 1962-1963 du Championnat de Bulgarie de football était la 39e édition du championnat de première division en Bulgarie. Les seize meilleurs clubs du pays se retrouvent au sein d'une poule unique, la Vissha Professionnal Football League, où ils s'affrontent deux fois, à domicile et à l'extérieur. À l'issue du championnat, les deux derniers du classement sont relégués et remplacés par les deux meilleurs clubs de B PFG.
Le Spartak Plovdiv met fin à la série de victoires du CDNA Sofia (3 titres consécutifs) en terminant en tête du classement, avec 3 points d'avance sur un autre club de Plovdiv, le Botev et 6 sur le triple tenant du trophée. C'est le tout premier titre de champion de Bulgarie de l'histoire du club.

## Les 16 clubs participants
| - PFK Levski Sofia - CDNA Sofia - Marek Stanke Dimitrov - Lokomotiv Plovdiv - PFK Spartak Pleven - PFC Slavia Sofia - FK Spartak Varna - Lokomotiv Sofia | - Dunav Ruse - Cherno More Varna - Spartak Plovdiv - Beroe Stara Zagora - Botev Plovdiv - PFC Dobrudzha Dobrich - Promu de D2 - FK Spartak Sofia - Promu de D2 - Rakovski Dimitrovgrad - Promu de D2 |

## Compétition

### Classement
Le barème utilisé pour établir le classement est le suivant :
- Victoire : 3 points
- Match nul : 1 point
- Défaite : 0 point

| Rang | Équipe                  | Pts | J  | G  | N  | P  | Bp | Bc | Diff |
| ---- | ----------------------- | --- | -- | -- | -- | -- | -- | -- | ---- |
| 1    | Spartak Plovdiv         | 43  | 30 | 19 | 5  | 6  | 57 | 33 | +24  |
| 2    | Botev Plovdiv           | 40  | 30 | 17 | 6  | 7  | 55 | 26 | +29  |
| 3    | CDNA Sofia T            | 37  | 30 | 14 | 9  | 7  | 55 | 28 | +27  |
| 4    | Lokomotiv Sofia         | 36  | 30 | 12 | 12 | 6  | 42 | 27 | +15  |
| 5    | FK Spartak Sofia P      | 34  | 30 | 12 | 10 | 8  | 37 | 34 | +3   |
| 6    | PFK Levski Sofia        | 32  | 30 | 8  | 16 | 6  | 41 | 31 | +10  |
| 7    | Lokomotiv Plovdiv       | 30  | 30 | 10 | 10 | 10 | 35 | 40 | -5   |
| 8    | Cherno More Varna       | 29  | 30 | 11 | 7  | 12 | 26 | 33 | -7   |
| 9    | PFK Spartak Pleven      | 28  | 30 | 10 | 8  | 12 | 39 | 43 | -4   |
| 10   | PFC Slavia Sofia C      | 27  | 30 | 9  | 9  | 12 | 36 | 38 | -2   |
| 11   | Dunav Ruse              | 26  | 30 | 8  | 10 | 12 | 36 | 46 | -10  |
| 12   | Beroe Stara Zagora      | 25  | 30 | 8  | 9  | 13 | 32 | 44 | -12  |
| 13   | Marek Stanke Dimitrov   | 25  | 30 | 10 | 5  | 15 | 41 | 56 | -15  |
| 14   | FK Spartak Varna        | 25  | 30 | 10 | 5  | 15 | 37 | 53 | -16  |
| 15   | PFC Dobrudzha Dobrich P | 23  | 30 | 7  | 9  | 14 | 25 | 38 | -13  |
| 16   | Rakovski Dimitrovgrad P | 20  | 30 | 7  | 6  | 17 | 36 | 60 | -24  |

|  | Qualification pour la Coupe des clubs champions 1963-1964                                |
|  | Qualification pour la Coupe des Coupes 1963-1964                                         |
|  | Qualification pour la Coupe des villes de foires 1963-1964                               |
|  | Relégation en deuxième division                                                          |
|  | T : Tenant du titre C : Vainqueur de la Coupe de Bulgarie P : Promu de deuxième division |

## Bilan de la saison
| Championnat de Bulgarie de football 1962-1963 |                                |
| Champion                                      | Spartak Plovdiv (1er titre)    |
| Coupes et trophées                            |                                |
| Vainqueur de la Coupe de Bulgarie 1962-1963   | PFC Slavia Sofia               |
| Qualifications continentales                  |                                |
| Coupe des clubs champions 1963-1964           | Spartak Plovdiv                |
| Coupe des Coupes 1963-1964                    | PFC Slavia Sofia               |
| Coupe des villes de foires 1963-1964          | Lokomotiv Plovdiv              |
| Promotions et relégations                     |                                |
| Promus en Vissha PFL                          | FC Lokomotiv Gorna Oryahovitsa |
| Promus en Vissha PFL                          | General Zaimov Sliven          |
| Relégués en B PFL                             | PFC Dobrudzha Dobrich          |
| Relégués en B PFL                             | Rakovski Dimitrovgrad          |